# Chorote iyojwa'ja
Eklenhui (Chorote iyojwa'ja) es un idioma hablado en el noreste de la  Salta en Argentina por unas 800 personas. También se conoce como Choroti, Yofuaha, y Eklenjuy.
Es distinto del idioma chorote iyo'wujwa, con nombre similar.